# João Morais
Pour les articles homonymes, voir Morais.
João Pedro Morais est un footballeur portugais né le 6 mars 1935 à Cascais et mort le 27 avril 2010. Il évoluait au poste de milieu.

## Biographie
Joueur important du Sporting Portugal, il passe 11 saisons au club. Il y gagne 3 championnats et une coupe.
Il remporte la Coupe d'Europe des vainqueurs de coupe 1963-1964, inscrivant un but lors de la deuxième finale contre le MTK Budapest, sur un corner rentrant.
International, il reçoit 9 sélections en équipe du Portugal de 1966 à 1967. Il fait partie du groupe portugais qui se classe troisième de la Coupe du monde 1966.

## Carrière
- 1954-1955 :  Caldas SC
- 1955-1958 :  SCU Torreense
- 1958-1969 :  Sporting Portugal
- 1970-1972 :  Rio Ave FC

## Palmarès

### En club
Avec le Sporting Portugal :
- Vainqueur de la Coupe des coupes en 1964
- Champion du Portugal en 1962 et 1966
- Vainqueur de la Coupe du Portugal en 1963

### En sélection
- Troisième de la Coupe du monde en 1966